# Apanteles bambeytriplus
Apanteles bambeytriplus är en stekelart som beskrevs av Roy D. Shenefelt 1972. Apanteles bambeytriplus ingår i släktet Apanteles och familjen bracksteklar. Inga underarter finns listade i Catalogue of Life.